# Science Saru
Science Saru, Inc. (яп. 株式会社サイエンスSARU кабусики-гайся Сайэнсу Сару) — японская анимационная студия со штаб-квартирой в Китидзёдзи, Токио. Была основана 4 февраля 2013 года продюсером Чхве Ын-ён и режиссёром Масааки Юасой. Студия использует смешанную аналоговую и цифровую анимацию, включая даже Flash-анимацию, что нехарактерно для Японии. 19 июня 2024 года после покупки компанией Toho всех активов Science SARU студия стала её подразделением.
Работы студии выигрывали награды Международного фестиваля анимационных фильмов в Анси, Премию Японской академии, премию Майнити и награду Японского фестиваля медиаискусств.